# Sédeilhac
Sédeilhac is een gemeente in het Franse departement Haute-Garonne (regio Occitanie) en telt 57 inwoners (2009). De plaats maakt deel uit van het arrondissement Saint-Gaudens.

## Geografie
De oppervlakte van Sédeilhac bedraagt 6,3 km², de bevolkingsdichtheid is dus 9 inwoners per km².

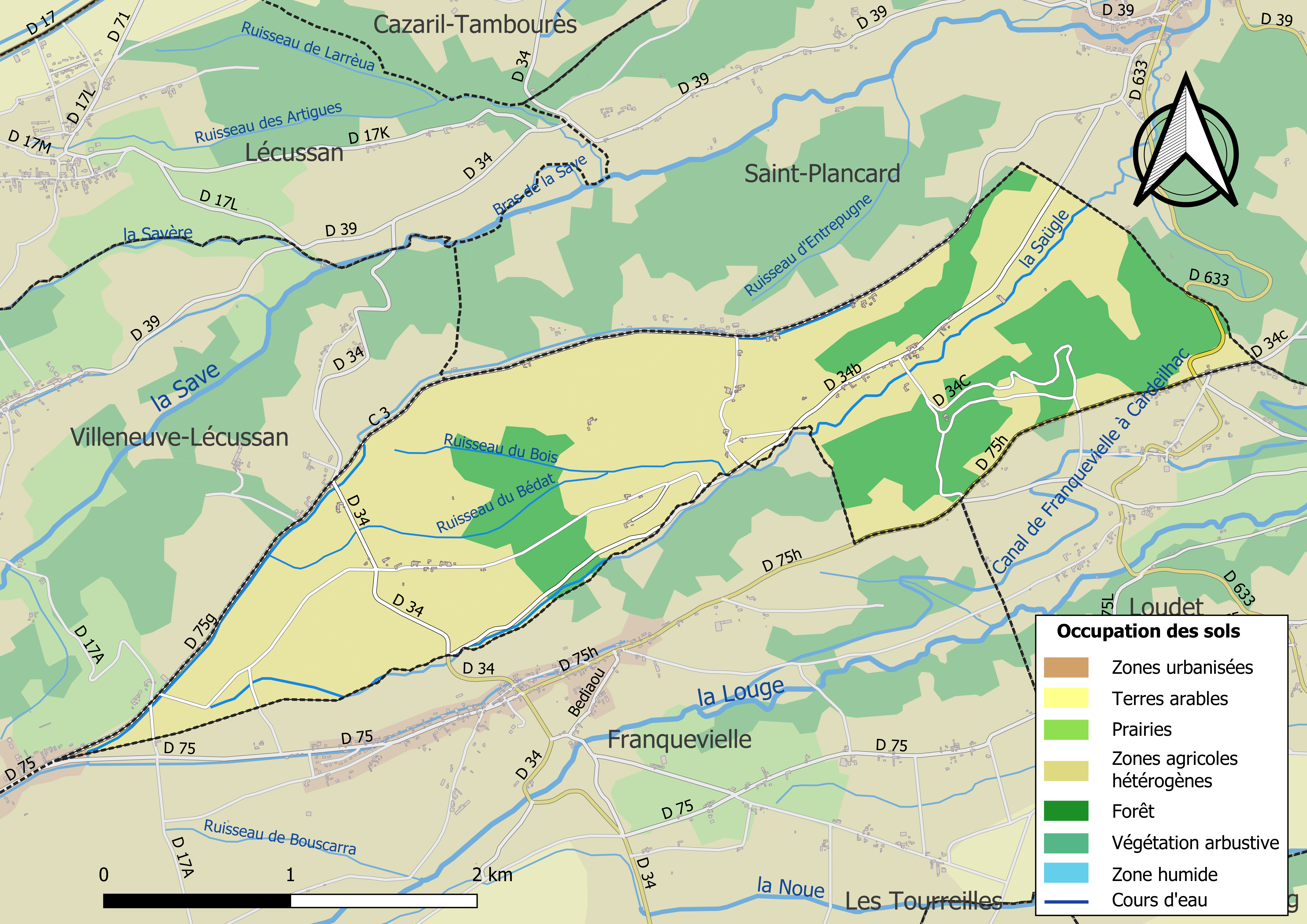
Kaart van de gemeente met de belangrijkste infrastructuur,bodemgebruik en omliggende gemeenten

## Demografie
Onderstaande figuur toont het verloop van het inwonertal (bron: INSEE-tellingen).